# Densidade de fluxo
Densidade de fluxo magnético ou indução magnética {\displaystyle ({\vec {B}})}, cuja unidade é o tesla {\displaystyle ({\rm {{T})}}}, ou webers por metro quadrado {\displaystyle ({\rm {{Wb/m^{2}})}}}, é a medida da concentração do fluxo magnético {\displaystyle \phi } {\displaystyle \left({\rm {Wb}}\right)} em um devido material. Existem materiais que para um mesmo campo magnético {\displaystyle {\vec {H}}} aplicado permitem diferentes passagens de densidade de fluxo magnético.
Motores, geradores e transformadores são feitos com materiais que permitem passar elevadas densidades de fluxo. Na região magneticamente linear a relação entre a densidade de fluxo e o campo magnético é dado por {\displaystyle {\vec {B}}=\mu {\vec {H}}}. Materiais ferromagnéticos facilmente tem permeabilidade magnética {\displaystyle \mu } {\displaystyle ({\rm {{H/m})}}} na ordem de mil a dez mil vezes a permeabilidade magnética do vácuo {\displaystyle {{\mu }_{0}}=4\pi {{10}^{-7}}\,{\text{H/m}}}.

## Geração da densidade de fluxo magnético

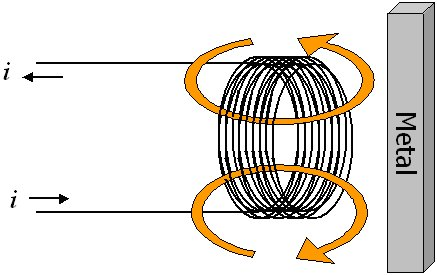
Geração de um campo magnético a partir de uma corrente elétrica.

Imagine uma bobina enrolada no entorno de um material ferromagnético. A partir do momento que flui corrente no fio, um campo magnético {\displaystyle \left(H={\frac {I}{2\pi r}}\right)} passa a circular ao redor deste (veja figura ao lado). Uma bobina é uma forma de se concentrar campo magnético. Uma vez aplicado o campo magnético {\displaystyle {\vec {H}}} dá-se origem à indução magnética (ou densidade de fluxo magnético) {\displaystyle {\vec {B}}=\mu {\vec {H}}}. Associada à indução magnética está o fluxo magnético dado por {\displaystyle \phi =\int \limits _{R}{{\vec {B}}\cdot d{\vec {S}}}} onde {\displaystyle R} é a área que as linhas de fluxo atravessam.´